# Nicetas Budka

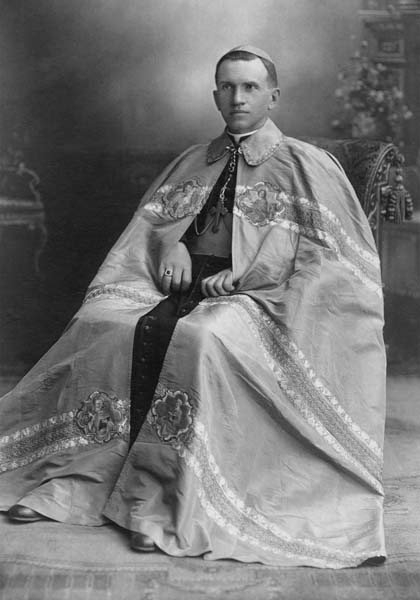
Nicetas Budka

Nicetas Budka (auch Nikita oder Nykyta Budka; * 7. Juni 1877 in Dobromirka, Bezirk Sbarasch, Galizien, Österreich-Ungarn; † 1. Oktober 1949 in Qaraghandy, Kasachische SSR) war ein ukrainischer griechisch-katholischer Bischof. Er wird in der römisch-katholischen Kirche als Seliger und Märtyrer verehrt. Papst Johannes Paul II. sprach Nicetas Budka 2001 selig.

## Leben
Nicetas Budka studierte an den Universitäten Wien und Innsbruck und wurde am 25. Oktober 1905 in der Erzeparchie Lemberg zum Priester geweiht. Sein Studium beendete er an der Universität Wien mit der Promotion zum Doctor theologiae. Von 1905 bis 1912 war er Präfekt des Griechisch-katholischen Theologieseminars, dem Vorgänger der Ukrainischen Katholischen Universität in Lemberg.
Am 15. Juli 1912 wurde Nicetas Budka zum ersten Bischof für die ukrainischen griechisch-katholischen Christen in Kanada berufen, mit dem Titularbistum Patara. Erzbischof Andrej Scheptyzkyj OSBM von Lemberg und die Mitkonsekratoren Bischof Konstantyn Czechowicz (Eparchie Przemyśl) und Hryhorij Chomyschyn (Eparchie Stanislau) weihten ihn am 13. Oktober 1912 zum Bischof.

## Bischof von Kanada
Als erster Apostolischer Exarch von Kanada für die griechisch-katholischen Christen der Ukraine in Kanada trieb Bischof Budka die Expansion voran. Hierzu gehörten neue Strukturen, die Bauförderung von Kirchen und das Aufbauen einer kirchlichen Hierarchie. Infolge der Ausweitungen kam es mit den Diözesanbischöfen zu lokalen Dissonanzen. In der Gründerzeit weihte er unter anderem 1914 die Marienkirche in Yorkton, legte 1916 den Grundstein für die St. Michaels-Kirche in Montreal und weihte 1918 in Ottawa die Kirche Johannes der Täufer. 1927 reiste Budka nach Rom und trug im Vatikan die angespannte Situation für die ukrainisch-katholischen Christen in Kanada vor. Da er kein zufriedenstellendes Ergebnis erlangen konnte, bat er darum, vom Amt des Apostolischen Exarchen von Kanada entbunden zu werden.

## Weihbischof in Lemberg und Martyrium
Nach seiner Rückkehr in die Ukraine wurde Budka Weihbischof in Lemberg und wurde zum Generalvikar der Erzeparchie ernannt. Er war 1939 Mitkonsekrator bei dem späteren Kardinal Jossyf Slipyj.
Am 11. April 1945 wurde er von den sowjetischen Machthabern zu acht Jahren Haft verurteilt und musste diese Zeit in einem Straf- und Arbeitslager verbringen. Nach vier Jahren verstarb er am 1. Oktober 1949 im Lager von Qaraghandy in Kasachstan. Papst Johannes Paul II. sprach Nicetas Budka zusammen mit weiteren vierundzwanzig Märtyrern am 27. Juni 2001 in Lemberg selig. Sein Gedenktag ist der 2. April.